# Декартов производ
У математици, Декартов (Картезијански) производ је директни производ скупова. Име је добио по француском математичару Декарту, захваљујући чијем заснивању аналитичке геометрије је постављен темељ за овај концепт. 
Посебно, Декартов производ два скупа X (нпр. скуп тачака на x-оси) и Y (нпр. скуп тачака на y-оси), у ознаци X × Y, је скуп свих могућих уређених парова код којих је прва компонента елемент скупа X а друга компонента елемент скупа Y (у примеру би то била цела раван x0y):
{\displaystyle A\times B=\{(x,y)|x\in A\;\wedge \;y\in B\}.}
Декартов производ два коначна скупа може се представити табелом, тако да су елементи једног скупа распоређени у редове, а другог у колоне. Тада се уређени парови могу схватити као ћелије у табели, где је свака одређена својим редом и колоном.

## Примери

### Производ непразних скупова
Нека су дати скупови {\displaystyle A=\{1,2,3\}} и {\displaystyle B=\{1,2\}}.
{\displaystyle A\times B=\{(1,1),(1,2),(2,1),(2,2),(3,1),(3,2)\}}
{\displaystyle B\times A=\{(1,1),(1,2),(1,3),(2,1),(2,2),(2,3)\}}
У питању су различити скупови, тј. {\displaystyle A\times B\neq B\times A}.

### Шпил карата
На шпилу од 52 карте се може илустровати Декартов производ. Шпил има 13 врста карата {} и свака врста се појављује у четири боје {♠, ♥, ♦, ♣}. Декартов производ ових скупова се састоји од 52 уређена пара свих могућих карата.
Врста × боја даје следећи скуп {}.
Боја × врста даје следећи скуп {}.
У питању су различити дисјунктни скупови.

### Дводимензионални координатни систем
Главни историјски пример је картезијанскa раван у аналитичкој геометрији. У циљу представљања геометријских облика на нумерички начин и добијања нумеричких информација од оваквих репрезентација облика, Рене Декарт је свакој тачки у равни доделио пар реалних бројева, названих координатама. Обично се такав пар првих и других компонената назива x и y координата. Скуп свих таквих парова, односно картезијански производ ℝ × ℝ где су ℝ реални бројеви, представља скуп свих тачака у равни.

## Имплементација у теорији скупова
Формална дефиниција Декартовог производа са аспекта теорије скупова следи из дефиниције уређеног пара. Најчешћа дефиниција уређеног пара је {\displaystyle (x,y)=\{\{x\},\{x,y\}\}}, коју је дао Куратовски. Из дефиниције следи да је {\displaystyle X\times Y\subseteq {\mathcal {P}}({\mathcal {P}}(X\cup Y))}, где је {\displaystyle {\mathcal {P}}} партитивни скуп. Дакле, постојање Декартовог производа било која два скупа у Цермело-Френкел теорији скупова је последица аксиоме пара, аксиоме уније, аксиоме партитивног скупа, и схеме сепарације. Пошто се функције најчешће дефинишу као специјалан случај релација, а релације се дефинишу као подскуп Декартовог производа, следи да је Декартов производ суштински неопходан за већину других дефиниција.

### Некомутативност и неасоцијативност
Нека су A, B, C и D скупови.
Декартов производ није комутативан,
{\displaystyle A\times B\neq B\times A},
јер су координате уређених парова пермутоване, осим ако је испуњен један од следећих услова:
- је једнако B,
- бар један од скупова A и B је празан.

Примери:
- Скупови A и B су различити. На пример:

 = {1,2} × {3,4} = {(1,3), (1,4), (2,3), (2,4)}
 = {3,4} × {1,2} = {(3,1), (3,2), (4,1), (4,2)}
- Скупови A и B су једнаки. На пример: A = B = {1,2}

 = {1,2} × {1,2} = {(1,1), (1,2), (2,1), (2,2)}
- Један од скупова A или B је празан. На пример:

 = {1,2} × ∅ = ∅
 = ∅ × {1,2} = ∅
У општем случају, Декартов производ није асоцијативан (осим ако је један од скупова празан). 
{\displaystyle (A\times B)\times C\neq A\times (B\times C)}
На пример, ако је A = {1}, онда је .

### Декартов производ у односу на пресек, унију, подскуп
Декартов производ се лепо понаша у односу на пресек скупова.
{\displaystyle (A\cap B)\times (C\cap D)=(A\times C)\cap (B\times D)}
Међутим, скуповна једнакост не важи уколико пресек заменимо са унијом.
{\displaystyle (A\cup B)\times (C\cup D)\neq (A\times C)\cup (B\times D)}
У ствари, важи следећа једнакост:
{\displaystyle (A\times C)\cup (B\times D)=[(A\setminus B)\times C]\cup [(A\cap B)\times (C\cup D)]\cup [(B\setminus A)\times D]}
За разлику скупова важи идентитет:
{\displaystyle (A\times C)\setminus (B\times D)=[A\times (C\setminus D)]\cup [(A\setminus B)\times C]}
Следеће скуповне једнакости илуструју дистрибутивност Декартовог производа и скуповних операција
{\displaystyle A\times (B\cap C)=(A\times B)\cap (A\times C)},
{\displaystyle A\times (B\cup C)=(A\times B)\cup (A\times C)},
{\displaystyle A\times (B\setminus C)=(A\times B)\setminus (A\times C)},
{\displaystyle (A\times B)^{c}=(A^{c}\times B^{c})\cup (A^{c}\times B)\cup (A\times B^{c})}.
За подскупове важи следеће:
Ако је {\displaystyle A\subseteq B} онда је {\displaystyle A\times C\subseteq B\times C},
Ако су A,B {\displaystyle \neq \emptyset } онда је {\displaystyle A\times B\subseteq C\times D\iff A\subseteq C\land B\subseteq D}.

### Кардиналност
Кардиналност (кардинал или кардинални број) је број елемената скупа. На пример, нека су дата два скупа:  и. Скупови A и B имају по два елемента. Њихов Декартов производ, у ознаци A × B, даје нови скуп који се састоји од следећих елемената:
.
Сваки елемент скупа A се упарује са сваким елементом скупа B. Сваки уређени пар је елемент у резултујућем скупу A × B. Број различитих елемената у Декартовом производу скупова једнак је производу броја елемената скупова чији се Декартов производ рачуна; у овом случају је 2·2=4. Кардинални број добијеног скупа, једнак је производу кардиналних бројева скупова чији се Декартов производ рачуна. Дакле,
.
Слично,
и тако даље.
Скуп A × B је бесконачан ако је бар један од скупова  A или B бесконачан а други скуп је непразан.

## n{\displaystyle n}-арни производ

### Декартово степеновање
Декартов квадрат (или бинарни Декартов производ) скупа X је Декартов производ . Пример овог производа је дводимензионална раван R2 = R × R где је  скуп реалних бројева: R2 је скуп свих тачака  где су x и y реални бројеви (види Декартов координатни систем).
Декартов степен скупа X може се дефинисати као:
{\displaystyle X^{n}=\underbrace {X\times X\times \cdots \times X} _{n}=\{(x_{1},\ldots ,x_{n})\ |\ x_{i}\in X{\text{ за све }}i=1,\ldots ,n\}.}
Одговарајући пример је R3 = R × R × R, где је R скуп реалних бројева. Општији пример је Rn.
n-арни Декартов степен скупа X је изоморфан простору функција које пресликавају скуп од n елемената у скуп X. Као специјалан случај, 0-арни Декартов степен од X може се узети једноелементни скуп и одговарајуће празно пресликавање са кодоменом X.

### Коначниn-арни производ
Декартов производ може се уопштити на n-арни Декартов производ са n скупова 1, ..., X:
{\displaystyle X_{1}\times \cdots \times X_{n}=\{(x_{1},\ldots ,x_{n}):x_{i}\in X_{i}\}.}
Овако дефинисан производ је скуп n-торки. Ако се n-торке дефинишу као угњеждени уређени парови, онда се скуп n-торки може поистоветити са (1 × ... × X−1) × X.

### Бесконачни производи
Могуће је дефинисати Декартов производ за произвољну (бесконачну) индексирану фамилију скупова. Ако је I произвољан скуп индекса, и {\displaystyle \{X_{i}\}_{i\in I}} фамилија скупова индексираних са I, тада се Декартов производ скупова у X дефинише као
{\displaystyle \prod _{i\in I}X_{i}=\left\{\left.f:I\to \bigcup _{i\in I}X_{i}\ \right|\ (\forall i)(f(i)\in X_{i})\right\},}
што представља скуп свих функција дефинисаних на скупу индекса тако да вредност функције за одређени индекс i буде елемент скупа . Чак и када је сваки од X непразан, Декартов производ може бити празан ако не претпоставимо да важи аксиома избора (која је еквивалентна тврђењу да је сваки такав производ непразан).
За свако j из I, функција
{\displaystyle \pi _{j}:\prod _{i\in I}X_{i}\to X_{j},}
дефинисана са {\displaystyle \pi _{j}(f)=f(j)} назива се j-та пројекција.
Важан случај је када је скуп индекса скуп природних бројева {\displaystyle \mathbb {N} }: овај Декартов производ је скуп свих бесконачних секвенци где је i-та координата из одговарајућег скупа . На пример, сваки елемент производа
{\displaystyle \prod _{n=1}^{\infty }\mathbb {R} =\mathbb {R} \times \mathbb {R} \times \cdots }
може се представити као вектор са пребројиво много реалних координата. Овај скуп се најчешће означава са {\displaystyle \mathbb {R} ^{\omega }}, или {\displaystyle \mathbb {R} ^{\mathbb {N} }}.